# WTA 1000
Die WTA-1000-Turniere sind eine Kategorie von Tennisturnieren auf der WTA Tour, die von der Women’s Tennis Association (WTA) organisiert wird. Die Bezeichnung leitet sich davon ab, dass die Siegerin 1000 Punkte für die Weltrangliste erspielen kann. Die früheren WTA Premier Mandatory- und 5-Turniere in Indian Wells, Miami, Madrid und Peking mit einem Preisgeld von 4,5 Millionen US-Dollar und die fünf „Premier 5“-Events in Doha, Rom, Cincinnati, Toronto/Montreal und Wuhan mit einem Preisgeld von 2 Millionen US-Dollar wurden mit der Neuorganisation des Spielplans 2021 zu dieser einzigen höchsten Stufe zusammengeführt. Bis 2024 waren nur vier der neun WTA-1000-Turniere Pflichtturniere, danach wurde die Kategorie auf zehn Pflichtturniere erweitert.
Bei der Einführung im Jahr 2021 betrug das Preisgeld für den Gewinn eines WTA-1000-Turniers etwa 1.000.000 US-Dollar. Seitdem ist dieser Betrag bei einigen Turnieren ab 2024 auf fast 9.000.000 US-Dollar gestiegen.

## Events 2025
| Termin        | Turnier/Preisgeld                                                         | Stadt                              | Land                         | Tennisbelag | Siegerin 2025    | Doppelsiegerinnen 2025             |
| ------------- | ------------------------------------------------------------------------- | ---------------------------------- | ---------------------------- | ----------- | ---------------- | ---------------------------------- |
| 10. Februar   | Qatar TotalEnergies Open 2025 $ 2.760.000 / $ 3.035.960                   | Doha                               | Katar                        | Hartplatz   | Amanda Anisimova | Sara Errani Jasmine Paolini        |
| 17. Februar   | Dubai Duty Free Tennis Championships 2025/Damen $ 3.237.670 / $ 3.415.700 | Dubai                              | Vereinigte Arabische Emirate | Hartplatz   | Mirra Andrejewa  | Kateřina Siniaková Taylor Townsend |
| 5. März       | BNP Paribas Open 2025 $ 9.693.540 / $ 13.042.410                          | Indian Wells                       | Vereinigte Staaten           | Hartplatz   | Mirra Andrejewa  | Asia Muhammad Demi Schuurs         |
| 18. März      | Miami Open 2025 $ 9.193.540 / $ 11.255.360                                | Miami Gardens                      | Vereinigte Staaten           | Hartplatz   | Aryna Sabalenka  | Mirra Andrejewa Diana Schneider    |
| 22. April     | Mutua Madrid Open 2025                                                    | Madrid                             | Spanien                      | Sandplatz   | Aryna Sabalenka  | Sorana Cîrstea Anna Kalinskaja     |
| 6. Mai        | Internazionali BNL d’Italia 2025                                          | Rom                                | Italien                      | Sandplatz   | Jasmine Paolini  | Sara Errani Jasmine Paolini        |
| 27. Juli      | National Bank Open 2025                                                   | Toronto oder Montreal alternierend | Kanada                       | Hartplatz   |                  |                                    |
| 7. August     | Cincinnati Open 2025                                                      | Cincinnati                         | Vereinigte Staaten           | Hartplatz   |                  |                                    |
| 24. September | China Open 2025                                                           | Peking                             | Volksrepublik China          | Hartplatz   |                  |                                    |
| 6. Oktober    | Wuhan Open 2025                                                           | Wuhan                              | Volksrepublik China          | Hartplatz   |                  |                                    |

| Doha |

| Dubai |

| Indian Wells |

| Miami |

| Madrid |

| Rom |

| Montreal/ |

| Toronto |

| Cincinnati |

| Peking |

| Wuhan |

## Events 2024

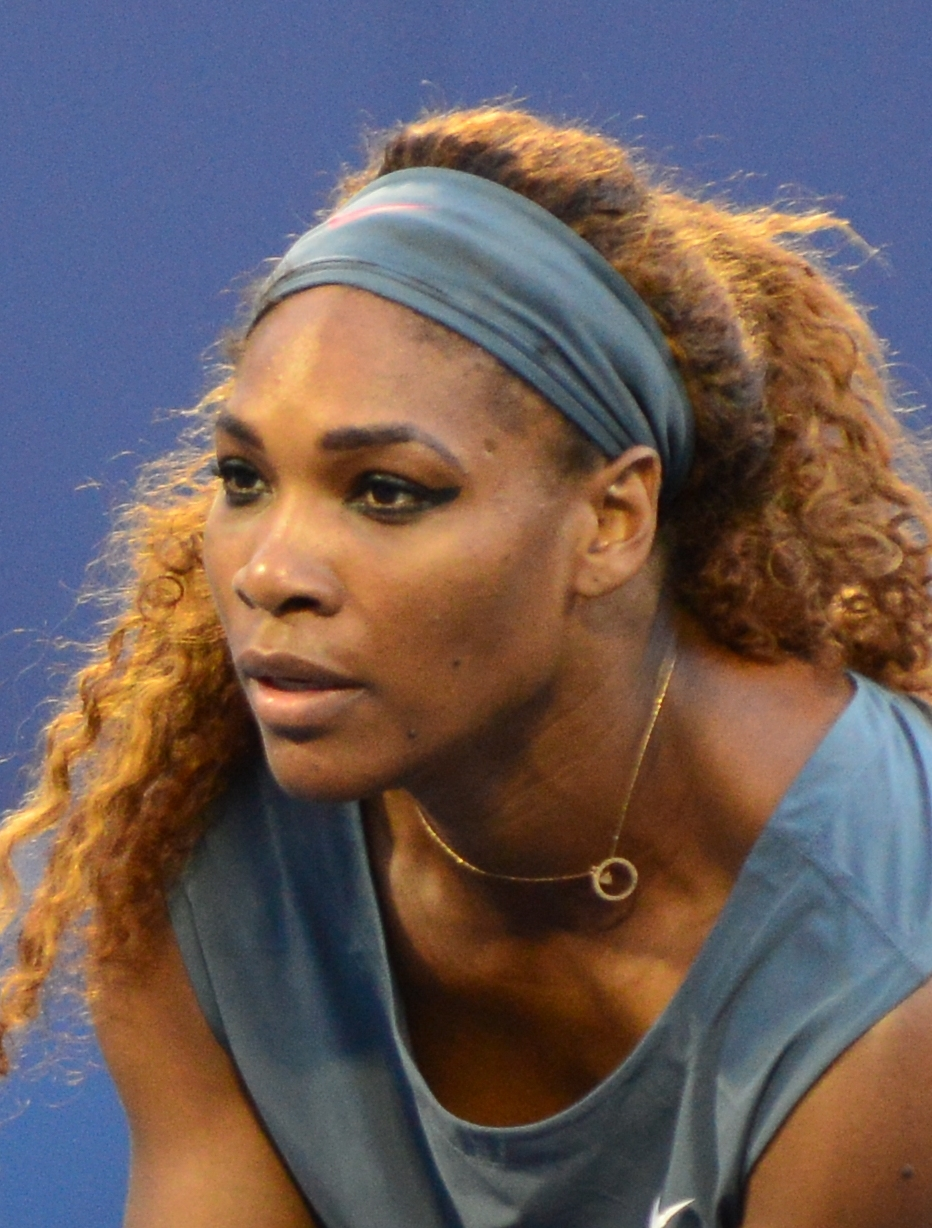
Serena Williams hält den Rekord von 23 WTA-1000-Titeln im Dameneinzel.

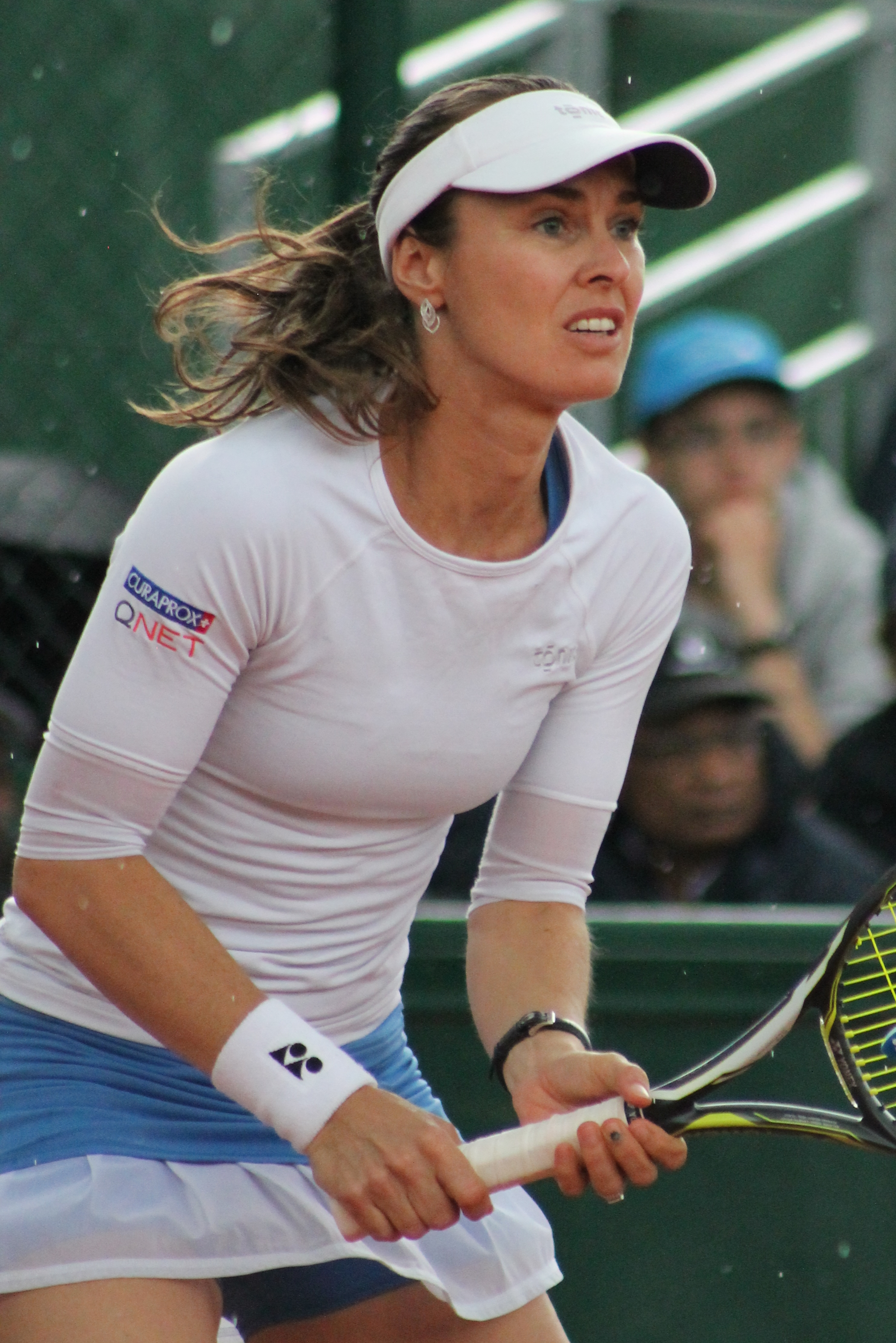
Martina Hingis hält den Rekord von 26 WTA-1000-Titeln im Damendoppel.

Vier der zehn Turniere gewann im Einzel Iga Świątek, zwei Aryna Sabalenka. Im Doppel gewann zwei Mal die Paarung Jasmine Paolini und Sara Errani, wobei Jasmine Paolini auch ein Einzel gewonnen hat.
| Turnier                                   | Stadt                              | Land                         | Tennisbelag | Siegerin 2024    | Doppelsiegerinnen 2024             |
| ----------------------------------------- | ---------------------------------- | ---------------------------- | ----------- | ---------------- | ---------------------------------- |
| Qatar TotalEnergies Open 2024             | Doha                               | Katar                        | Hartplatz   | Iga Świątek      | Demi Schuurs Luisa Stefani         |
| Dubai Duty Free Tennis Championships 2024 | Dubai                              | Vereinigte Arabische Emirate | Hartplatz   | Jasmine Paolini  | Storm Hunter Kateřina Siniaková    |
| BNP Paribas Open 2024                     | Indian Wells                       | Vereinigte Staaten           | Hartplatz   | Iga Świątek      | Hsieh Su-wei Elise Mertens         |
| Miami Open 2024                           | Miami Gardens                      | Vereinigte Staaten           | Hartplatz   | Danielle Collins | Sofia Kenin Bethanie Mattek-Sands  |
| Mutua Madrid Open 2024                    | Madrid                             | Spanien                      | Sandplatz   | Iga Świątek      | Cristina Bucșa Sara Sorribes Tormo |
| Internazionali BNL d’Italia 2024          | Rom                                | Italien                      | Sandplatz   | Iga Świątek      | Sara Errani Jasmine Paolini        |
| National Bank Open 2024                   | Toronto oder Montreal alternierend | Kanada                       | Hartplatz   | Jessica Pegula   | Caroline Dolehide Desirae Krawczyk |
| Cincinnati Open 2024                      | Cincinnati                         | Vereinigte Staaten           | Hartplatz   | Aryna Sabalenka  | Asia Muhammad Erin Routliffe       |
| China Open 2024                           | Peking                             | Volksrepublik China          | Hartplatz   | Coco Gauff       | Sara Errani Jasmine Paolini        |
| Wuhan Open 2024                           | Wuhan                              | Volksrepublik China          | Hartplatz   | Aryna Sabalenka  | Anna Danilina Irina Chromatschowa  |

## Weltranglistenpunkte
Folgende Weltranglistenpunkte wurden 2024 auf WTA 1000-Turnieren vergeben:
| Event  | Event | Sieg | Finale | Halbfinale | Viertelfinale | Achtelfinale | Runde der 32 | Runde der 64 | Runde der 128 | Qualifikant | Qualifikation 3. Runde | Qualifikation 2. Runde | Qualifikation 1. Runde |
| Einzel | 96    | 1000 | 650    | 390        | 215           | 120          | 65           | 35           | 10            | 30          | –                      | 20                     | 2                      |
| Einzel | 64/56 | 1000 | 650    | 390        | 215           | 120          | 65           | 10           | –             | 30          | –                      | 20                     | 2                      |
| Doppel | 28/32 | 1000 | 650    | 390        | 215           | 120          | 10           | –            | –             | –           | –                      | –                      | –                      |